# Portret matki artysty
Portret matki artysty (hol. Moeder Van Gogh, naar een foto, ang: Portrait of the Artist's Mother) – tytuł obrazu olejnego (nr kat.: F 477, JH 1600) namalowanego przez Vincenta van Gogha w październiku 1888 podczas jego pobytu w miejscowości Arles.

## Historia i opis

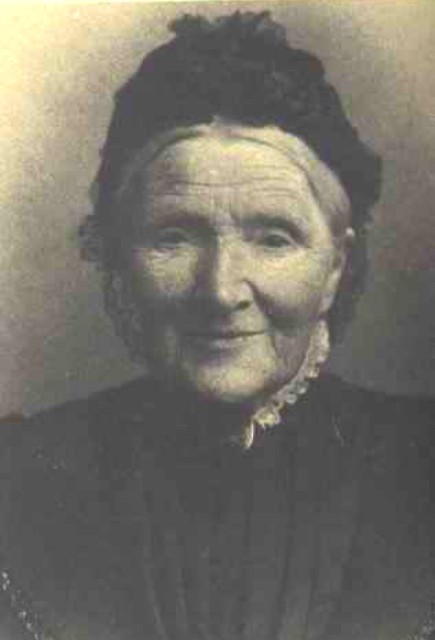
Anna Cornelia van Gogh (zdjęcie z ok. 1880)

Anna Cornelia Carbentus (ur. 10 września 1819 w Hadze, zm. 29 kwietnia 1907 w Lejdzie) pochodziła z zamożnej, haskiej rodziny. W 1851 wyszła za Theodorusa van Gogha rodząc mu w sumie siedmioro dzieci (w tym jedno, które przyszło na świat jako martwy płód). Była kobietą serdeczną i czułą, obdarzoną przenikliwą inteligencją. Była też dość utalentowaną malarką amatorką. To po niej mały Vincent odziedziczył zamiłowanie do rysowania i malowania oraz do pisania listów.
We wrześniu 1888 Vincent van Gogh przeniósł się do "Żółtego Domu", w którym planował stworzenie kolonii artystów na wzór XVII-wiecznego bractwa malarzy holenderskich. Jako przywódcę kolonii widział Paula Gauguina. Przekonał go, by ten przyjechał do Arles i zamieszkał razem z nim.
W liście do siostry Willeminy z 9/14 września 1888 poprosił ją o fotografię matki, którą otrzymał wkrótce potem. Na podstawie tej fotografii namalował portret, o czym poinformował brata Theo w liście napisanym 8 października:

Piszę do Ciebie w pośpiechu. Pracuję właśnie nad portretem, tzn. maluję portret naszej matki, dla siebie. Nie mogę patrzeć na tę pozbawioną kolorów fotografię i próbuję namalować [portret] w harmonii barw, tak jak ją widzę we wspomnieniach.

dodając w następnym liście z 10 października:

Pracuję właśnie na tym portretem, bo ta czarna fotografia bardzo mnie zirytowała.

Pomimo zamiaru ożywienia oblicza matki z pomocą palety, van Gogh stworzył niemal monochromatyczny portret, w bladej, nienaturalnej zieleni. Niemniej jednak matka, ważna postać w życiu artysty, została przedstawiona jako osoba pozująca uważnie, z dumną miną, jak przystało na cieszącą się poważaniem przedstawicielkę klasy średniej.